# Richard Kurfürst
Richard Kurfürst (* 17. Dezember 1909 in Wien; † 25. April 1991 in Wien) war ein österreichischer Journalist. Er publizierte auch unter dem Pseudonym Richard West.

## Leben
Richard Kurfürst war 1933 beim letzten Parteitag der Sozialdemokratischen Arbeiterpartei der jüngste Delegierte. Während des Zweiten Weltkriegs war er Soldat. 1945 war er einer der ersten Mitarbeiter der neugegründeten Arbeiter-Zeitung, des Zentralorgans der österreichischen Sozialdemokratie. Er war auch Mitbegründer der Journalistengewerkschaft.
Vom 3. bis zum 30. April 1960 brachte die Arbeiter-Zeitung täglich außer montags unter dem Titel Als Wien in Flammen stand seine Reportage über die Tage des Kampfes um Wien im April 1945 und die Anstrengungen der … Widerstandsbewegung, Wien vor der Zerstörung zu bewahren.
Im Herbst 1960 fasste Kurfürst die Serie in einer 80-seitigen Broschüre zusammen, die unter dem gleichen Titel im Verlag des Österreichischen Gewerkschaftsbundes erschien. Untertitel der Broschüre war Der große Erinnerungsbericht über die Apriltage von 1945.
In der Broschüre wurden u. a. Gauleiter Baldur von Schirach beim Schießtraining von Buben (S. 17), der Albertinaplatz und das Schottentor nach der Bombardierung (S. 17), die Angriffslinien der Schlacht um Wien (S. 25 und 57), die beschädigte Stadlauer Ostbahnbrücke (S. 29), die Widerstandsoffiziere Carl Szokoll und Ferdinand Käs (S. 33), der Plan der Festung Wien (S. 41), die brennende Wiener Staatsoper (S. 45) und der brennende Wiener Stephansdom (S. 53), die von NS-Kräften hingerichteten Offiziere Karl Biedermann, Alfred Huth und Rudolf Raschke, gefallen für Österreich 8. 4. 1945 (S. 61), sowie Staatskanzler Karl Renner (Provisorische Staatsregierung Renner 1945) und Bürgermeister Theodor Körner (Stadtsenat Körner I) am 29. April 1945 auf ihrem Weg zur Übernahme des Parlamentsgebäudes von der Roten Armee (S. 69) abgebildet. In den Zeitungsartikeln im April 1960 wurden weitere historische Abbildungen verwendet.
Dem Wien-Geschichte-Wiki zufolge wurde Kurfürst 1970 mit dem Goldenen Ehrenzeichen für Verdienste um die Republik Österreich ausgezeichnet, erhielt 1973 den Preis der Stadt Wien für Publizistik und 1984 (überreicht 1985) das Goldene Ehrenzeichen für Verdienste um das Land Wien.
Kurfürst wurde am 7. Mai 1991 auf dem Ottakringer Friedhof in einem auf Friedhofsdauer gewidmeten Grab beigesetzt.

## Eigene Werke
- Als Wien in Flammen stand. Der große Erinnerungsbericht über die Apriltage von 1945 (Aktuelle Probleme unserer Zeit, Nr. 7/8), Verlag des Österreichischen Gewerkschaftsbundes, Wien 1960, 82 S.
- Mit Helmut Krebs (Text) und Franz Stadlmann (Fotos): Das neue Wien. Eine Stadt mit Gewissen. Illustriert von Rudolf Angerer. Verlag für Jugend und Volk, Wien 1960, 1962, 170 S.